# Microregione di Itajaí
Itajaí è una microregione dello Stato di Santa Catarina in Brasile.

## Comuni
Comprende 12 comuni:
- Balneário Camboriú
- Balneário Piçarras
- Barra Velha
- Bombinhas
- Camboriú
- Ilhota
- Itajaí
- Itapema
- Navegantes
- Penha
- Porto Belo
- São João do Itaperiú